# Eric Nenninger
Eric John Nenninger (Saint Louis, 19 novembre 1978) è un attore statunitense.
Ha esordito nel mondo dello spettacolo recitando in varie serie televisive come X-Files e E.R. - Medici in prima linea, prima di diventare celebre per la sua partecipazione nel film horror Jeepers Creepers 2.
Dall'11 agosto 2002 è sposato con Angel Parker.

## Filmografia parziale

### Cinema
- Jeepers Creepers 2 - Il canto del diavolo 2 (Jeepers Creepers 2), regia di Victor Salva (2003)
- Shotgun Wedding, regia di Danny Roew (2013)

### Televisione
- X-Files (The X Files) – serie TV, episodio 7x09 (2000)
- E.R. - Medici in prima linea (ER) – serie TV, episodio 6x12 (2000)
- Opposite Sex – serie TV, episodio 1x05 (2000)
- CSI - Scena del crimine (CSI: Crime Scene Investigation) – serie TV, episodi 1x07-10x09 (2000, 2009)
- Malcolm (Malcolm in the Middle) – serie TV, 27 episodi (2000-2002)
- The Pool at Maddy Breaker's, regia di Gerry Cohen – film TV (2003)
- JAG - Avvocati in divisa (JAG) – serie TV, episodio 9x23 (2004)
- Generation Kill, regia di Susanna White e Simon Cellan Jones – miniserie TV (2008)
- Bones – serie TV, episodio 4x14 (2009)
- La forza del perdono (Amish Grace), regia di Gregg Champion – film TV (2010)
- Glory Daze – serie TV, 9 episodi (2010-2011)
- Weeds – serie TV, 4 episodi (2011-2012)
- Kickin' It - A colpi di karate (Kickin' It) – serie TV, 7 episodi (2012-2014)
- Castle - serie TV, episodio 5x19 (2013)
- Wet Hot American Summer: First Day of Camp – miniserie TV, 6 puntate (2015)
- Tour de Pharmacy, regia di Jake Szymanski – cortometraggio TV (2017)
- Wet Hot American Summer: Ten Years Later – miniserie TV, 6 puntate (2017)
- Giorno per giorno (One Day at a Time) – serie TV, 7 episodi (2017-2019)
- 9-1-1 – serie TV, episodi 2x01-2x03-2x03 (2018)
- The Big Bang Theory – serie TV, episodio 12x15 (2019)
- Medical Police – serie TV, 5 episodi (2020)
- The Flash – serie TV, 4 episodi (2020-2021)
- American Horror Story – serie TV, episodi 10x10 (2021)
- True Story – miniserie TV, puntate 01-03-05 (2021)

## Doppiatori italiani
Nelle versioni in italiano dei suoi lavori, Eric Nenninger è stato doppiato da:
- Gabriele Lopez in Bones, Wet Hot American Summer: First Day of Camp, Wet Hot American Summer: Ten Years Later
- Davide Lepore in Malcolm (st. 3-7), Jeepers Creepers 2 - Il canto del diavolo 2
- Alessio Cigliano in X-Files
- Loris Loddi in CSI - Scena del crimine
- Davide Perino in Malcolm (st. 1-2)
- Alberto Bognanni in Generation Kill
- Stefano Billi in Mad Men
- Riccardo Scarafoni in NCIS - Unità anticrimine
- Oliviero Cappellini in Kickin it - A colpi di karate
- Stefano Starna in Castle
- Roberto Certomà in Criminal Minds
- Marco Benvenuto in Giorno per giorno
- Filippo Carrozzo in Black-ish
- Emilio Mauro Barchesi in The Big Bang Theory
- Giorgio Borghetti in The Flash
- Davide Marzi in The Politician